# おおきぼん太
おおき ぼん太（おおき ぼんた）は、日本の漫画家。
2008年に初コミックス『僕のご主人さま。』を刊行。他、イラストレーターとして挿絵を担当している。

## 作品リスト

### 挿絵
- 最後の夏に見上げた空は（住本優著、電撃文庫）全3巻
- 虹色万華鏡 -ふたしえの秘密-（三條星亜著、B's-LOG文庫）
- 少年伯爵シリーズ（流星香著、角川ビーンズ文庫）全5巻

### 漫画
- 神聖降臨エンジェル (ビーズラビーコミックス)
- 僕のご主人さま。(B's-LOG COMICS)
- 赫の廃墟 (B's-LOG COMICS)